# Nyctemera conica
Nyctemera conica är en fjärilsart som beskrevs av Kirby 1892. Nyctemera conica ingår i släktet Nyctemera och familjen björnspinnare. Inga underarter finns listade i Catalogue of Life.